# 熊田茜音
熊田 茜音（くまだ あかね、2000年2月3日 - ）は、日本の女性声優・歌手。東京都出身。

## 略歴
声優アーティストオーディション「ANISONG STARS」2017年度グランプリを受賞している。
中学時代にはバドミントン部、高校では箏曲部に入っていた。
『プラネット・ウィズ』で声優デビュー。初めて役名があるキャラクターの出演作は『転生したらスライムだった件』のエレン役。また、本役が初めてのアフレコしたキャラクターだったとのこと。
2019年、『ライフル・イズ・ビューティフル』の渋沢泉水役に抜擢される。また、Machico（小倉ひかり役）、南早紀（姪浜エリカ役）、八巻アンナ（五十嵐雪緒役）と共に、ユニット「ライフリング4」として主題歌も担当する。
2020年1月29日、ランティスよりシングル「Sunny Sunny Girl◎」でアーティストデビュー。自身が声優を務めるアニメ『織田シナモン信長』の主題歌に起用された。
2020年4月1日より、所属事務所をアミューズグループのApollo Bayに移籍。
2020年7月10日より、バンダイナムコアーツの提供する動画配信プログラム「MixBox」のナビゲーター天音蘭（あまねらん）のキャラクターボイスを務めることが発表された。
2021年1月より、礒部花凜・堀内まり菜・吉武千颯と共にコーラスユニット「ヒーラーガールズ」を結成。
2025年1月5日、石井あみ・吉武千颯と共に『キミとアイドルプリキュア♪』にてオープニング主題歌「キミとアイドルプリキュア♪ Light Up！」を務めることが発表された。
2025年3月31日をもってApollo Bayを退所。4月1日よりフリーランスとして活動することを自身のXアカウントにて発表した。

## 人物
趣味には料理とジャズダンス、特技には琴をそれぞれ挙げている。なお、現在は「料理はなにも書く事がなく、とりあえず書いた趣味」だったことをのち明かしている。
幼少期はおばあちゃん子であり、動物が好きな子供だったという。幼稚園の頃、テレビアニメ『ふたりはプリキュア』を観ており、家族が観ていた『幽遊白書』、『宇宙戦艦ヤマト』の影響も強かったという。
その頃、『HUNTER×HUNTER』が好きだったものの、声優になろうと思ったきっかけの作品には『魔法少女まどか☆マギカ』を挙げている。アニメに興味を持ったことで声優に憧れ、自身の感動を人に与えられるようにしたいと思ったことで声優を目指すようになったという。
好きな声優に内田真礼を挙げている。
『ライフル・イズ・ビューティフル』で共演したMachico、南、八巻からは「熊ちゃん」（または「くまちゃん」）と呼ばれている。
TBSラジオ『ハライチのターン!』のリスナーである。

## 出演
太字はメインキャラクター。

### テレビアニメ
2018年
- プラネット・ウィズ（キグルミ族）
- 転生したらスライムだった件（2018年 - 2024年、エレン） - 4シリーズ

2019年
- キラキラハッピー★ ひらけ!ここたま（七瀬千春）
- ライフル・イズ・ビューティフル（2019年 - 2020年、渋沢泉水）

2020年
- 織田シナモン信長（尾田市子）
- ソマリと森の神様（おもてなしの魔女）
- アクダマドライブ（実験体、処刑課）

2021年
- 転生したらスライムだった件 転スラ日記（エレン）
- チート薬師のスローライフ〜異世界に作ろうドラッグストア〜（ミナ〈ナレーション〉）

2022年
- ヒーラー・ガール（森嶋響）

2023年
- 神達に拾われた男2（生徒5）
- 英雄教室（アルティア）
- ミギとダリ（女子生徒A）

2024年
- 転生したら第七王子だったので、気ままに魔術を極めます（アリーゼ）
- ささやくように恋を唄う（ライブ観客）
- 魔導具師ダリヤはうつむかない（娘）
- ラブライブ!スーパースター!!

### ゲーム
- ブラウンダスト（2020年 - 2023年、マリア[25]、アディティ[26]）
- 逆転オセロニア（2024年、フィーフィルオー）

### ドラマCD
- 「織田シナモン信長」ドラマCD（2020年、尾田市子）

### テレビ番組
- Anison Days（2020年 - 、BS11） - 準レギュラー、コーラスパート担当[27]
- 絆体感TV 機動戦士ガンダム 第07板倉小隊 （2021年11月、テレビ東京） - エンディングテーマ＆広報部員[28]
- ドレスキーとコレスキー（2021年 - 、テレ玉 ）- コーナーアシスタント、メインアシスタント

### ラジオ
※はインターネット配信。
- 群雄割局！ 織田シナモン信長ワンだふるラジ尾（2020年、音泉※）[29]
- Lantis Presents 熊田茜音 アカネノ音（2020年 - 2021年、ニッポン放送）[30]
- 青春ラジメニア（ラジオ関西）
  - もえそんピックアップ（2020年4月4日 - 2021年6月26日[31]） - ナビゲーター
  - MLピックアップ（2023年4月7日 - 2023年12月29日[32]） - コーナーレギュラー
- 青山なぎさ・熊田茜音のnow training!!（2021年 - 2022年、HiBiKi Radio Station※）[33]
- 転生したらスライムだった件 ～転スラジオ～（2022年、超!A&G+※・YouTube※）
- 熊田のラジふぁぼ（2022年、Phononチャンネル※・YouTube※・ニコニコ生放送※）[34]
- 熊田茜音の熊田村（2023年 - 、YouTube※・JYANNA WORLD※）

### 舞台
- 舞台「アサルトリリィ・イルマ女子美術高校」-The Gleam of Dawn-（2023年4月13日-19日、かめありリリオホール）

- xxxになれなくて（2024年10月16日 - 22日、浅草九劇）[35]
- 舞台「アサルトリリィ・イルマ女子美術高校」-The Bond with the White Rose-（2024年12月5日-15日、こくみん共済 coop ホール／スペース・ゼロ）

### その他コンテンツ
- MixBox（2020年、天音蘭[36]）

## ディスコグラフィ

### シングル
|                | 発売日        | タイトル                     | 規格品番   | 規格品番                                                | オリコン 最高位 |
| アーティスト盤 | 発売日        | タイトル                     | アニメ盤   |                                                         | オリコン 最高位 |
| -------------- | ------------- | ---------------------------- | ---------- | ------------------------------------------------------- | --------------- |
| 1st            | 2020年1月29日 | Sunny Sunny Girl◎            | LACM-14962 | LACM-14963                                              | 131位           |
| 2nd            | 2021年4月21日 | Brand new diary/まほうのかぜ | LACM-24096 | LACM-24097（転スラ日記盤） LACM-24098（スーパーカブ盤） | 57位            |
| 3rd            | 2021年8月4日  | ココロハヤル                 | LACM-24157 | LACM-24158                                              | 111位           |
| 4th            | 2023年9月6日  | Another Self                 | LACM-24432 |                                                         |                 |

### 配信シングル
|     | 発売日         | タイトル           | 規格品番 |
| --- | -------------- | ------------------ | -------- |
| 1st | 2020年4月24日  | Start up *DREAM*   | LZC-1638 |
| 2nd | 2020年8月21日  | Summer Jump YYYY!  | LZC-1670 |
| 3rd | 2020年9月18日  | 夏空クロール       | LZC-1671 |
| 4th | 2020年10月16日 | カコ→イマ→ミライ→? | LZC-1672 |
| 5th | 2020年11月20日 | ネムルトビラ       | LZC-1673 |
| 6th | 2020年12月18日 | Pure White Love    | LZC-1674 |

### アルバム
|            | 発売日        | タイトル       | 規格品番   | 規格品番   | オリコン 最高位 |
| 初回限定盤 | 発売日        | タイトル       | 通常盤     |            | オリコン 最高位 |
| ---------- | ------------- | -------------- | ---------- | ---------- | --------------- |
| 配信       | 2021年1月29日 | Colorful Diary |            | LACZ-10065 |                 |
| 1st        | 2022年2月23日 | 世界が晴れたら | LACA-35933 | LACA-15933 | 140位           |

### タイアップ曲
| 楽曲               | タイアップ                                                                                 | 時期   |
| ------------------ | ------------------------------------------------------------------------------------------ | ------ |
| Sunny Sunny Girl◎  | テレビアニメ『織田シナモン信長』オープニングテーマ                                         | 2020年 |
| Brand new diary    | テレビアニメ『転生したらスライムだった件 転スラ日記』オープニングテーマ                    | 2021年 |
| まほうのかぜ       | テレビアニメ『スーパーカブ』オープニングテーマ                                             | 2021年 |
| ココロハヤル       | テレビアニメ『チート薬師のスローライフ〜異世界に作ろうドラッグストア〜』オープニングテーマ | 2021年 |
| 自分磁針           | テレ玉『第103回全国高等学校野球選手権埼玉大会中継』テーマソング                            | 2021年 |
| またね、よろしくね | テレビ東京『絆体感TV 機動戦士ガンダム 第07板倉小隊』エンディングテーマ                     | 2021年 |
| Another Self       | テレビアニメ『英雄教室』エンディングテーマ                                                 | 2023年 |
| ハッピーの秘訣     | テレビアニメ『転生したら第七王子だったので、気ままに魔術を極めます』エンディングテーマ     | 2024年 |

### 歌手参加作品
| 発売日  | 商品名                                          | 歌                           | 楽曲                                                         | 備考                                                        |
| 2025年  | 2025年                                          | 2025年                       | 2025年                                                       | 2025年                                                      |
| ------- | ----------------------------------------------- | ---------------------------- | ------------------------------------------------------------ | ----------------------------------------------------------- |
| 3月26日 | キミとアイドルプリキュア♪ Light Up!/Trio Dreams | 石井あみ、熊田茜音、吉武千颯 | 「キミとアイドルプリキュア♪ Light Up!」                      | テレビアニメ『キミとアイドルプリキュア♪』オープニングテーマ |
| 7月23日 | キミとアイドルプリキュア♪ボーカルアルバム       | 石井あみ、熊田茜音、吉武千颯 | 「いざ!アイドル」                                            | テレビアニメ『キミとアイドルプリキュア♪』イメージソング     |
| 7月23日 | キミとアイドルプリキュア♪ボーカルアルバム       | 熊田茜音                     | 「Wonder Flowers プリキュア〜Akane Kumada Ver.〜」           | テレビアニメ『キミとアイドルプリキュア♪』イメージソング     |
| 7月23日 | キミとアイドルプリキュア♪ボーカルアルバム       | 熊田茜音                     | 「キミとアイドルプリキュア♪ Light Up!〜Akane Kumada Ver.〜」 | テレビアニメ『キミとアイドルプリキュア♪』イメージソング     |

### キャラクターソング
| 発売日   | 商品名                                                                 | 歌 | 楽曲                                                 | 備考                                                                                       |
| 2019年   | 2019年                                                                 | 2019年 | 2019年                                               | 2019年                                                                                     |
| -------- | ---------------------------------------------------------------------- | --- | ---------------------------------------------------- | ------------------------------------------------------------------------------------------ |
| 8月9日   | GO! GO!ライフリング4!!!!/Bright day, Stand up!                         | ライフリング4                                                                                                  | 「GO! GO!ライフリング4!!!!」                         | テレビアニメ『ライフル・イズ・ビューティフル』挿入歌                                       |
| 8月9日   | GO! GO!ライフリング4!!!!/Bright day, Stand up!                         | ライフリング4                                                                                                  | 「Bright day, Stand up!」                            | テレビアニメ『ライフル・イズ・ビューティフル』関連曲                                       |
| 10月23日 | Let's go!ライフリング4!!!!                                             | ライフリング4                                                                                                  | 「Let's go!ライフリング4!!!!」                       | テレビアニメ『ライフル・イズ・ビューティフル』オープニングテーマ                           |
| 10月23日 | Let's go!ライフリング4!!!!                                             | ライフリング4                                                                                                  | 「BANG! BANG! BANG!」                                | テレビアニメ『ライフル・イズ・ビューティフル』関連曲                                       |
| 11月6日  | 夕焼けフレンズ                                                         | ライフリング4                                                                                                  | 「夕焼けフレンズ」                                   | テレビアニメ『ライフル・イズ・ビューティフル』エンディングテーマ                           |
| 11月6日  | 夕焼けフレンズ                                                         | ライフリング4                                                                                                  | 「4SHOOTERS!!」                                      | テレビアニメ『ライフル・イズ・ビューティフル』関連曲                                       |
| 12月4日  | GO! GO! Music vol.1                                                    | ライフリング4                                                                                                  | 「BiRiRi×SENSATION」 「Get started.」                | テレビアニメ『ライフル・イズ・ビューティフル』挿入歌                                       |
| 12月4日  | GO! GO! Music vol.1                                                    | 渋沢泉水（熊田茜音）                                                                                           | 「Lovely Day」                                       | テレビアニメ『ライフル・イズ・ビューティフル』関連曲                                       |
| 2020年   |                                                                        | |                                                      |                                                                                            |
| 1月15日  | GO! GO! Music vol.2                                                    | ライフリング4                                                                                                  | 「higher and higher!」 「Shangri-la」                | テレビアニメ『ライフル・イズ・ビューティフル』挿入歌                                       |
| 2月27日  | ライフル・イズ・ビューティフル BD第1巻特典CD                           | 渋沢泉水（熊田茜音）                                                                                           | 「Let's go!ライフリング4!!!!」 「夕焼けフレンズ」    | テレビアニメ『ライフル・イズ・ビューティフル』関連曲                                       |
| 2021年   |                                                                        | |                                                      |                                                                                            |
| 6月23日  | 転生したら日記の音楽だった件                                           | エレン（熊田茜音）                                                                                             | 「Christmas Festa」                                  | テレビアニメ『転生したらスライムだった件 転スラ日記』挿入歌                                |
| 7月28日  | マイニチカシマシファーマシー                                           | ノエラ（松田利冴）、ミナ（熊田茜音）with 桐尾礼治（福島潤）                                                    | 「マイニチカシマシファーマシー」                     | テレビアニメ『チート薬師のスローライフ〜異世界に作ろうドラッグストア〜』エンディングテーマ |
| 7月28日  | マイニチカシマシファーマシー                                           | ノエラ（松田利冴）、ミナ（熊田茜音）                                                                           | 「ポーションが欲しくなる歌」                         | テレビアニメ『チート薬師のスローライフ〜異世界に作ろうドラッグストア〜』関連曲             |
| 6月22日  | TVアニメ『ヒーラー・ガール』劇中歌アルバム「Singin' in a Tender Tone」 | 藤井かな（礒部花凜）、五城玲美（堀内まり菜）、森嶋響（熊田茜音）、矢薙ソニア（吉武千颯）                       | 「Run!Run!Run!」 「Resonance」                       | テレビアニメ『ヒーラー・ガール』挿入歌                                                     |
| 6月22日  | TVアニメ『ヒーラー・ガール』劇中歌アルバム「Singin' in a Tender Tone」 | 藤井かな（礒部花凜）、五城玲美（堀内まり菜）、森嶋響（熊田茜音）                                               | 「いやしのうた」                                     | テレビアニメ『ヒーラー・ガール』挿入歌                                                     |
| 6月22日  | TVアニメ『ヒーラー・ガール』劇中歌アルバム「Singin' in a Tender Tone」 | 烏丸理彩（高垣彩陽）、藤井かな（礒部花凜）、五城玲美（堀内まり菜）、森嶋響（熊田茜音）                         | 「SONG FOR LIFE」                                    | テレビアニメ『ヒーラー・ガール』挿入歌                                                     |
| 6月22日  | TVアニメ『ヒーラー・ガール』劇中歌アルバム「Singin' in a Tender Tone」 | 烏丸理彩（高垣彩陽）、藤井かな（礒部花凜）、五城玲美（堀内まり菜）、森嶋響（熊田茜音）、矢薙ソニア（吉武千颯） | 「You can choose everything」 「Feel You, Heal You」 | テレビアニメ『ヒーラー・ガール』挿入歌                                                     |

## ライブ・イベント

### 合同ライブ
| 出演日         | タイトル                                                                                | 会場                                   |
| -------------- | --------------------------------------------------------------------------------------- | -------------------------------------- |
| 2020年10月31日 | ANIMAX MUSIX NEXTAGE ONLINE                                                             |                                        |
| 2021年02月23日 | アニレヴ 2021                                                                           | 豊洲PIT（東京都）                      |
| 2021年03月13日 | 日清食品POWER STATION［REBOOT］ presents virtual anisong power JAM!!! Produce By Lantis |                                        |
| 2021年12月11日 | 京 Premium Live 2021                                                                    | ロームシアター京都（京都府）           |
| 2022年05月14日 | Lantis DJ 祭り Presented by MixBox                                                      | 秋葉原MOGURA（東京都）                 |
| 2022年05月21日 | Non Fes Ⅲ                                                                               | LINE CUBE SHIBUYA（東京都）            |
| 2025年10月18日 | キミとアイドルプリキュア♪LIVE2025 You&I=We're IDOL PRECURE                              | パシフィコ横浜国立大ホール（神奈川県） |

### シリーズ一覧
1. ↑  第1期（2018年 - 2019年）、第2期第1部（2021年）、第2期第2部（2021年）、第3期（2024年）

### ユニットメンバー
1. 1 2  小倉ひかり（Machico）、渋沢泉水（熊田茜音）、姪浜エリカ（南早紀）、五十嵐雪緒（八巻アンナ）